# 簾内滋之
簾内 滋之（すのうち しげゆき、1962年11月19日－）は、日本の元子役、俳優。すのうち 滋之名義での活動歴もある。
主に1970年代、子役として数多くの時代劇や特撮、児童向けドラマに出演。中でも『おらあガン太だ』と『5年3組魔法組』では、共に主演に抜擢されている。

## 出演作品

### テレビドラマ
- 仮面ライダー 第86話（NETテレビ、1972年11月18日） - 桜井圭太 役
- 人造人間キカイダー 第20話（NETテレビ、1972年11月25日） - 浅沼一平 役
- 少年ドラマシリーズ はつさんハーイ!（NHK、1973年）
- 剣客商売（フジテレビ、1973年） - 太吉 役
- 木曽街道いそぎ旅 第11話（フジテレビ、1973年6月16日） - 伍助 役
- ダイヤモンド・アイ（NETテレビ、1973年 - 1974年） - モンちゃん 役
- 顔で笑って 第14話「たった一度の恋なのに」（TBS / 大映テレビ、1974年1月4日） - 佐伯誠 役
- 走れ!ケー100 第40話（TBS、1974年1月11日）
- 浮世絵 女ねずみ小僧 第3シリーズ 第11話（フジテレビ、1974年3月16日）
- おらあガン太だ（フジテレビ、1974年 - 1975年） - 主演・ガン太 役
- 少年ドラマシリーズ 風の中の子供（NHK、1974年） - 三平 役 ※すのうち滋之 名義
- 少年探偵団（日本テレビ、1975年） - 桂正一（ゴムカン） 役 ※すのうち滋之 名義
- 泣かせるあいつ（日本テレビ、1976年） - 研（華子の息子） 役 ※すのうち滋之 名義
- 土曜ドラマ 劇画シリーズ 寺島町奇譚（NHK、1976年3月27日）
- 破れ傘刀舟悪人狩り 第94話（NETテレビ、1976年7月13日）
- 5年3組魔法組（NETテレビ → テレビ朝日、1976年 - 1977年） - 主演・岩館モスケ（ガンモ） 役 ※すのうち滋之 名義
- 少年ドラマシリーズ 風の又三郎（NHK、1976年）
- 少年ドラマシリーズ 白い峠（NHK、1977年）
- 早春スケッチブック（フジテレビ、1983年） - 大沢誠 役 ※すのうち滋之 名義
- 特救指令ソルブレイン 第28話（テレビ朝日、1991年7月28日） - 巽次郎 役 ※すのうち滋之 名義

### 映画
- 怪獣大奮戦 ダイゴロウ対ゴリアス（東宝、1972年12月17日公開） - 子供 役
- ヘッドフォン・ララバイ（東映、1983年7月10日公開） - 大山 役 ※すのうち滋之 名義
- 伊賀野カバ丸（東映、1983年8月6日公開） - 豚山 役 ※すのうち滋之 名義
- あいつとララバイ（東宝、1983年12月24日公開） - タンク 役 ※すのうち滋之 名義